# Mohcine Nader
Mohcine Hassan Nader (Faro, 30 settembre 1994) è un calciatore portoghese, attaccante del PSBS Biak.

## Biografia
Anche suo padre Hassan è stato un calciatore.

## Carriera
Ha giocato nella prima divisione dei campionati portoghese, lussemburghese ed indonesiano.

## Palmarès

### Club

#### Competizioni nazionali
- Campionato lussemburghese: 1

F91 Dudelange: 2021-2022